# Spelaeochernes popeye
Espèce
Spelaeochernes popeye est une espèce de pseudoscorpions de la famille des Chernetidae.

## Distribution
Cette espèce est endémique du Brésil. Elle se rencontre dans des grottes dans les États du Sergipe et de Bahia.

## Description
Le mâle holotype mesure 3,05 mm et la femelle paratype 3,35 mm, les mâles mesurent de 2,82 à 4,17 mm et les femelles de 2,65 à 3,80 mm.

## Étymologie
Son nom d'espèce lui a été donné en référence à Popeye.

## Publication originale
- von Schimonsky & Bichuette, 2019 : A new cave-dwelling Spelaeochernes (Pseudoscorpiones: Chernetidae) from northeastern Brazil.  Journal of Arachnology, vol. 47, no 2, p. 248–259 (texte intégral).